# Koral Blue
Koral Blue war eine ägyptische Charterfluggesellschaft mit Sitz in Kairo.

## Geschichte
Koral Blue wurde im Jahr 2006 als Joint Venture der tunesischen Karthago Airlines mit dem ägyptischen Mischkonzern Orascom gegründet. Der Erstflug wurde am 27. März 2007 von Scharm El-Scheich nach Kattowitz und Warschau durchgeführt.
Im Jahr 2008 erhielt Koral Blue das IOSA-Sicherheitszertifikat der internationalen Luftfahrtorganisation IATA.
Im Februar 2011 stellte Koral Blue infolge der Buchungsrückgänge im Zusammenhang mit der Revolution in Ägypten den Flugbetrieb ein.

## Ziele
Von Scharm El-Scheich, Hurghada und weiteren ägyptischen Flughäfen aus wurden verschiedene europäische Ziele im Charterverkehr angeflogen, beispielsweise Lyon, Hamburg, Stuttgart, Mailand und Bukarest.

## Flotte
Mit Stand Mai 2011 bestand die Flotte der Koral Blue aus drei Flugzeugen mit einem Durchschnittsalter von 8,9 Jahren:
- 3 Airbus A320-200 (alle mit Stand Juni 2011 abgestellt[3])